# Danh sách đài truyền hình phát sóng Thế vận hội Mùa hè 2024
Thế vận hội Mùa hè 2024 ở Paris được nhiều đài truyền hình phát sóng trên phạm vi toàn thế giới. Giống như các năm trước, Olympic Broadcasting Services đóng vai trò truyền tải thông tin trên phạm vi toàn cầu nhằm giúp các đài truyền hình địa phương sử dụng. Tại nhiều vùng lãnh thổ, bản quyền phát sóng Thế vận hội 2022 và 2024 được gộp lại với nhau, nhưng một số đơn vị cũng đã có bản quyền cho Thế vận hội các năm tiếp theo.

## Phát sóng
Tại Pháp, bản quyền phát sóng Thế vận hội Mùa hè 2024 trong nước được sở hữu bởi Warner Bros. Discovery (trước đây là Discovery Inc.) thông qua Eurosport, trong đó bản quyền phát sóng miễn phí được chuyển giao cho đài truyền hình công cộng France Télévisions. Nga và Belarus từ chối phát sóng chính thức Thế vận hội do các lệnh trừng phạt áp đặt lên hai nước. Lần cuối cùng Nga từ chối mua bản quyền phát sóng là vào năm 1984, chỉ đươc xem các trận đấu diễn ra trên trang olympics.com.
| Lãnh thổ               | Truyền thông                                              | Tham khảo                   |
| ---------------------- | --------------------------------------------------------- | --------------------------- |
| Afghanistan            | ATN                                                       | [ 4 ]                       |
| Albania                | RTSH                                                      | [ 5 ]                       |
| Algeria                | EPTV                                                      | [ 6 ]                       |
| Andorra                | RTVA                                                      | [ 7 ]                       |
| Argentina              | TVP TyC Sports                                            | [ 8 ] [ 9 ]                 |
| Armenia                | ARMTV                                                     | [ 10 ]                      |
| Châu Á                 | Dentsu                                                    | [ 11 ]                      |
| Australia              | Nine                                                      | [ 12 ] [ 13 ] [ 14 ]        |
| Austria                | ORF                                                       | [ 15 ]                      |
| Azerbaijan             | İTV                                                       | [ 16 ]                      |
| Barbados               | CBC                                                       | [ 17 ]                      |
| Belgium                | RTBF VRT                                                  | [ 18 ] [ 19 ]               |
| Bolivia                | Bolivisión                                                | [ 20 ]                      |
| Bosnia and Herzegovina | BHRT                                                      | [ 21 ]                      |
| Brazil                 | Grupo Globo CazéTV Olympics.com                           | [ 22 ] [ 23 ] [ 24 ]        |
| Bulgaria               | BNT                                                       | [ 25 ]                      |
| Cambodia               | CBS                                                       | [ 26 ]                      |
| Cameroon               | CRTV                                                      | [ 27 ]                      |
| Canada                 | CBC/Radio-Canada TSN RDS Sportsnet                        | [ 28 ] [ 29 ] [ 30 ]        |
| Cape Verde             | RTC                                                       | [ 31 ]                      |
| Caribbean              | SportsMax                                                 | [ 32 ]                      |
| Chile                  | Chilevisión                                               | [ 33 ] [ 34 ]               |
| China                  | CMG Migu Douyin [ ii ] Kuaishou [ ii ] Tencent [ ii ]     | [ 35 ] [ 36 ] [ 37 ] [ 38 ] |
| Chinese Taipei         | ELTA TV Chunghwa Telecom TBS PTS [ iii ] PTS 3 CTS [ iv ] | [ 39 ] [ 40 ] [ 41 ]        |
| Costa Rica             | Repretel                                                  | [ 42 ]                      |
| Croatia                | HRT                                                       | [ 43 ]                      |
| Colombia               | Caracol Televisión RCN Televisión                         | [ 44 ] [ 45 ]               |
| Cuba                   | ICRT                                                      | [ 46 ]                      |
| Cyprus                 | CyBC                                                      | [ 47 ]                      |
| Czech Republic         | CT                                                        | [ 48 ]                      |
| Denmark                | DR TV 2                                                   | [ 49 ]                      |
| Dominican Republic     | Antena 7                                                  | [ 50 ]                      |
| Ecuador                | RTS TVC                                                   | [ 51 ]                      |
| El Salvador            | Canal 12                                                  | [ 52 ]                      |
| Estonia                | Postimees Group                                           | [ 53 ]                      |
| Ethiopia               | EBC                                                       | [ 54 ]                      |
| Châu Âu                | Eurosport                                                 | [ 55 ]                      |
| Fiji                   | Fiji TV                                                   | [ 56 ]                      |
| Finland                | Yle                                                       | [ 57 ]                      |
| France                 | France Télévisions                                        | [ 58 ]                      |
| Georgia                | GPB                                                       | [ 59 ]                      |
| Germany                | ARD ZDF                                                   | [ 60 ]                      |
| Ghana                  | Sporty TV                                                 | [ 61 ]                      |
| Greece                 | ERT                                                       | [ 62 ]                      |
| Guatemala              | Chapín TV                                                 | [ 63 ]                      |
| Honduras               | VTV                                                       | [ 64 ]                      |
| Hong Kong              | RTHK HOY TV PCCW TVB                                      | [ 65 ]                      |
| Hungary                | MTVA                                                      | [ 66 ]                      |
| Iceland                | RÚV                                                       | [ 53 ]                      |
| India                  | Doordarshan                                               | [ 67 ]                      |
| Indian subcontinent    | Viacom18                                                  | [ 68 ]                      |
| Indonesia              | Emtek SCTV [ vi ] Moji [ vii ] Champions TV Vidio         | [ 69 ]                      |
| Iran                   | IRIB Varzesh                                              | [ 70 ]                      |
| Ireland                | RTÉ                                                       | [ 71 ]                      |
| Israel                 | Sports Channel                                            | [ 72 ]                      |
| Italy                  | RAI                                                       | [ 73 ]                      |
| Ivory Coast            | RTI                                                       | [ 74 ]                      |
| Japan                  | Japan Consortium                                          | [ 75 ]                      |
| Kazakhstan             | Qazaqstan Khabar                                          | [ 76 ]                      |
| Kenya                  | KBC                                                       | [ 77 ]                      |
| Kosovo                 | RTK                                                       | [ 10 ]                      |
| Kyrgyzstan             | KTRK                                                      | [ 78 ]                      |
| Mỹ Latinh              | América Móvil                                             | [ 79 ]                      |
| Latvia                 | LTV                                                       | [ 80 ]                      |
| Lithuania              | TV3                                                       | [ 53 ]                      |
| Macau                  | TDM                                                       | [ 81 ]                      |
| Malaysia               | Astro Unifi TV RTM                                        | [ 82 ] [ 83 ] [ 84 ]        |
| Maldives               | ICE Network                                               | [ 85 ]                      |
| MENA                   | beIN Sports                                               | [ 86 ]                      |
| Mexico                 | TelevisaUnivisionBản mẫu:Additional citation needed       | [ 87 ] [ 88 ] [ 89 ]        |
| Moldova                | TVR                                                       | [ 90 ]                      |
| Mongolia               | Premier Sports Network Central TV                         | [ 91 ] [ 92 ]               |
| Montenegro             | RTCG                                                      | [ 93 ]                      |
| Morocco                | SNRT                                                      | [ 94 ]                      |
| Mozambique             | TVM                                                       | [ 95 ]                      |
| Myanmar                | Forever Group                                             | [ 96 ]                      |
| Netherlands            | NOS                                                       | [ 97 ]                      |
| New Zealand            | Sky Television                                            | [ 98 ]                      |
| Nicaragua              | Canal 10                                                  | [ 99 ]                      |
| Nigeria                | Sporty TV                                                 | [ 61 ]                      |
| North Korea            | SBS                                                       | [ 100 ]                     |
| North Macedonia        | MRT                                                       | [ 101 ]                     |
| Na Uy                  | NRK                                                       | [ 102 ]                     |
| Thái Bình Dương        | Sky Television                                            | [ 98 ] [ 103 ]              |
| Pakistan               | ARY                                                       | [ 104 ]                     |
| Panama                 | TVMax                                                     | [ 105 ]                     |
| Paraguay               | SNT                                                       | [ 106 ]                     |
| Papua New Guinea       | EM TV                                                     | [ 107 ]                     |
| Peru                   | Grupo ATV                                                 | [ 108 ]                     |
| Philippines            | Cignal TV PLDT Smart                                      | [ 109 ] [ 110 ]             |
| Poland                 | TVP                                                       | [ 111 ]                     |
| Portugal               | RTP                                                       | [ 112 ]                     |
| Qatar                  | Alkass Sports                                             | [ 113 ]                     |
| Romania                | TVR                                                       | [ 114 ]                     |
| Samoa                  | SBC                                                       | [ 115 ]                     |
| Senegal                | RTS                                                       | [ 116 ]                     |
| Serbia                 | RTS                                                       | [ 53 ]                      |
| Seychelles             | SBC                                                       | [ 117 ]                     |
| Singapore              | Mediacorp                                                 | [ 118 ]                     |
| Slovakia               | RTVS                                                      | [ 119 ]                     |
| Slovenia               | RTV                                                       | [ 53 ]                      |
| South Africa           | SABC SuperSport                                           | [ 120 ]                     |
| South Korea            | KBS MBC SBS                                               | [ 100 ] [ 121 ]             |
| Spain                  | RTVE                                                      | [ 53 ]                      |
| Sri Lanka              | ThePapare TV                                              | [ 122 ]                     |
| Sub-Saharan Africa     | Infront Sports & Media SuperSport TV5Monde                | [ 120 ] [ 123 ] [ 124 ]     |
| Sweden                 | Kanal 5                                                   | [ 125 ]                     |
| Switzerland            | SRG SSR                                                   | [ 126 ]                     |
| Tajikistan             | Varzish TV                                                | [ 127 ]                     |
| Tanzania               | ZBC2                                                      | [ 128 ]                     |
| Thailand               | AIS TrueVisions T Sports 7 MCOT 7HD PPTV                  | [ 129 ] [ 130 ]             |
| Trinidad and Tobago    | TTT                                                       | [ 131 ]                     |
| Turkey                 | TRT                                                       | [ 132 ]                     |
| Uganda                 | NBS Sport                                                 | [ 133 ]                     |
| Ukraine                | Suspilne                                                  | [ 134 ]                     |
| United Kingdom         | BBC                                                       | [ 135 ]                     |
| United States          | NBCUniversal                                              | [ 136 ]                     |
| Uruguay                | Canal 5 Canal 4                                           | [ 137 ]                     |
| Uzbekistan             | MTRK                                                      | [ 138 ]                     |
| Việt Nam               | VTV                                                       | [ 139 ]                     |
| Zambia                 | ZNBC                                                      | [ 140 ]                     |

Chú thích
1. ↑  Bản quyền được cấp phép cho các vùng lãnh thổ
2. 1 2 3  Chỉ phát theo yêu cầu và phát lại
3. ↑  Chỉ phát chậm lễ khai mạc và bế mạc cùng với tổng hợp các môn thi đấu hàng ngày
4. ↑  Chỉ trên truyền hình mặt đất và truyền hình cáp
5. ↑  Bản quyền phát sóng trên truyền hình miễn phí được cung cấp cho các đài nội địa, trừ Nga
6. ↑  Chỉ nội dung cầu lông và lễ khai mạc/bế mạc
7. ↑  Chỉ nội dung bóng chuyền
8. ↑  Trừ Brasil
9. ↑  Chỉ các nội dung điền kinh và lễ khai mạc/bế mạc
10. ↑  Bản quyền áp dụng cho Quần đảo Cook, Fiji, Kiribati, Quần đảo Marshall, Liên bang Micronesia, Nauru, Niue, Palau, Samoa, Quần đảo Solomon, Tonga, Tuvalu và Vanuatu.
11. ↑  Chỉ trực tiếp lễ bế mạc và tường thuật các môn thi đấu từ 8 đến 12 tháng 8